# Jeanne de Cambry
Jeanne de Cambry (en religion Jeanne-Marie de la Présentation) est un religieuse et recluse, née le 15 novembre 1581 à Douai et morte le 19 juillet 1639 à Lille.

## Biographie
Jeanne de Cambry est la fille de Michel de Cambry, seigneur de Moranghes, premier conseiller de la ville de Tournai, et de Louise de Guyon.
Elle prend l'habit religieuse à l'abbaye augustinienne de Saint-Nicolas-des-Prés à Tournai en 1604. En 1619, elle est transférée à Notre-Dame-de-Sion, également à Tournai, mais au bout de deux ans, l'évêque, Jacob Maximilien Villain de Gand, la nomme sa prieure de l'hôpital Saint-Georges de Menin, avec pour mandat de réformer la discipline dans la communauté. 
Elle obtient la permission de fonder un nouvel ordre, les Dames de la Présentation, avec une règle plus stricte. Elle est établie à Lille le 25 novembre 1623, la fondatrice prenant le nom de Jeanne-Marie de la Présentation.

## Publications
- Petit exercice pour pouvoir acquérir l'amour de Dieu (Tournai, 1620)
- Traicté de la ruine de l'amour propre et bâtiment de l'amour divin (Tournai, 1627; Paris  1645)
- Le flambeau mystique ou adresse des âmes pieuses es secrets et cachez sentiers de la vie intérieure (Tournai, 1631)
- Traité de la réforme du mariage (Tournai, 1655)
- Traité de l'excellence de la solitude (Tournai, 1656)
- Lamentation de l'âme captive dans son corps mortel (Tournai, 1656)

## Littérature
- Biographie nationale de Belgique, volume 3, Académie royale de Belgique
- Charles-Louis Richard, Abrégé de la vie de Jeanne de Cambry, religieuse de l'abbaye des Pretz, à Tournai, puis récluse à Lille en Flandres, sous le nom de Soœr Jeanne-Marie de la Présentation, morte en odeur de sainteté, le 19 juillet de l'an 1639 . On y a joint l'analyse de ses ouvrages et son oraison funèbre, 1785
- H. de Boissieu, Une Recluse au XVIIe siècle, Jeanne de Cambry, Paris, 1934